# Guldbagge 1974

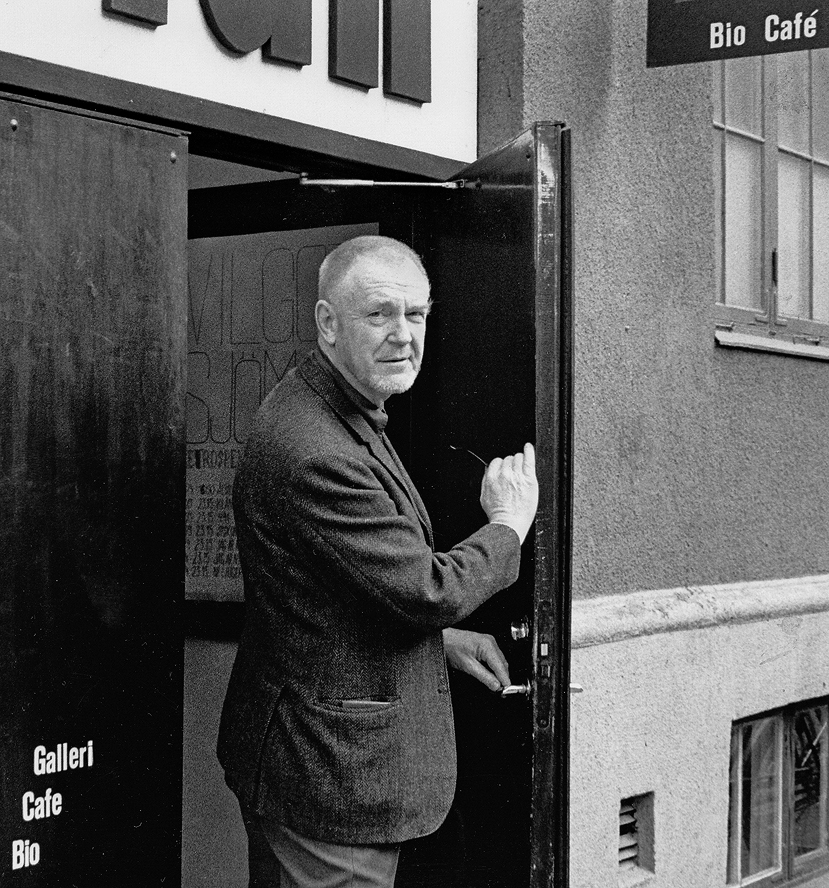
Vilgot Sjöman ottenne il premio per il miglior film e la migliore regia. Il premio speciale venne assegnato a P.A. Lundgren per la scenografia del film.

La 10ª edizione del 'Premio Guldbagge, che ha premiato i film svedesi del 1973 e del 1974, si è svolta a Stoccolma il 16 settembre 1974.

## Vincitori
Miglior film
- Corruzione in una famiglia svedese - Una manciata d'amore (En handfull kärlek), regia di Vilgot Sjöman

Miglior regista
- Vilgot Sjöman - Corruzione in una famiglia svedese - Una manciata d'amore (En handfull kärlek)

Miglior attrice
- Inga Tidblad - Pistolen

Miglior attore
- Allan Edwall - Emil och griseknoen

Premio speciale
- P.A. Lundgren per la scenografia di Corruzione in una famiglia svedese - Una manciata d'amore (En handfull kärlek)